# Кампијак
Кампијак (фр. Campuac) насеље је и општина у јужној Француској у региону Миди Пирене, у департману Аверон која припада префектури Родез.
По подацима из 2011. године у општини је живело 451 становника, а густина насељености је износила 23,5 становника/km². Општина се простире на површини од 19,19 km². Налази се на средњој надморској висини од 660 метара (максималној 679 m, а минималној 394 m).

## Демографија
| 1962. | 1968. | 1975. | 1982. | 1990. | 1999. | 2011. |
| ----- | ----- | ----- | ----- | ----- | ----- | ----- |
| 480   | 494   | 530   | 510   | 496   | 438   | 451   |

График промене броја становника у току последњих година